# Santa Cruz Xoxocotlán
Santa Cruz Xoxocotlán è un comune del Messico, situato nello stato di Oaxaca.